# Francisco Zayas Seijo
Dr. Francisco "Ico" Zayas Seijo (Santurce, Puerto Rico el 4 de octubre de 1951). Entre otros, ocupó los cargos de Representante del distrito 25 de Ponce y Jayuya y el de Alcalde de la ciudad de Ponce.

## Juventud y vida personal
Francisco "Ico" Zayas Seijo nació de padres profesionales y activos en el servicio público. Su madre, la Dra. Esther Seijo Tizol (Q. E. P. D.), estudió Economía Doméstica y fue activa en el Partido Popular Democrático con el gobernador de Puerto Rico don Luis Muñoz Marín, convirtiéndose en la primera mujer en ser nombrada para trabajar con las comunidades aisladas del país. Su padre, el Sr. Héctor Zayas Chardón, estudió Economía Agrícola y fue colaborador en el gobierno de Muñoz Marín como Subsecretario de Agricultura y Administrador de Fomento Cooperativo de Puerto Rico. Ellos procrearon a tres hijos: Francisco "Ico", Héctor "Paquito" (Q. E. P. D.) y Luis José. Al deceso de la Dra. Seijo, el Sr. Héctor Zayas se ordenó como sacerdote a sus 88 años.
A los 16 años, Francisco "Ico" Zayas ingresó al Colegio de Agricultura y Artes Mecánicas de Mayagüez donde realizó estudios de agronomía. Eventualmente es aceptado a la Escuela Veterinaria de la Universidad de Pensilvania y en el 1975 completa su doctorado en Medicina en Veterinaria a la edad de 23 años con una beca que le fue otorgada por la industria Lechera de Puerto Rico y la Escuela de Medicina de la Universidad de Puerto Rico.
En 1973 se casó con Nancy Colón y desde entonces establecieron su residencia en la ciudad de Ponce con sus cuatro hijos: Francisco, Héctor, Rafael y José Ángel (Q. E. P. D.).

## Carrera profesional y política
Desde el 1975, Ico Zayas comenzó a trabajar en el servicio público, acumulando una amplia experiencia profesional. Se ha destacado como: 
- Catedrático Auxiliar del Colegio de Mayagüez
- Veterinario del Departamento de Agricultura de Puerto Rico
- Profesor ad honorem del Colegio Regional de la Montaña en Utuado
- Secretario Auxiliar y Director de la División de Veterinaria del Departamento de Agricultura de Puerto Rico
- Presidente de la Junta de Directores de la Cooperativa Juan XXIII de Ponce
- En el año 1980 fue seleccionado Joven Destacado por el :Who's Who in Young American People
- Portavoz de la Minoría PPD en la Legislatura Municipal de Ponce 1985-1988
- Portavoz de la Mayoría PPD en la Legislatura Municipal de Ponce 1989-1991

### Legislador Municipal
Francisco Zayas Seijo comenzó a participar activamente en la política partidista en el año 1984 cuando el entonces candidato a alcalde de Ponce, Raúl Ramírez, lo reclutó para formar parte de su papeleta como Legislador Municipal. Aunque el Partido Popular y su candidato a alcalde fueron derrotados, Ico Zayas prevaleció y se convirtió en el Portavoz de la minoría popular bajo la incumbencia del ganador, José Dapena Thompson (PNP).
Desde esa posición se destacó como fiscalizador junto con Nicholas Albors, Daisy Silvagnoli y Gabriel Sampoll (PIP), un grupo de Legisladores Municipales que fiscalizaron la labor de PNP en Ponce y fueron cruciales en el triunfo del PPD y Rafael "Churumba" Cordero Santiago (Q. E. P. D.) en el 1988.

## Representante Distrito 25 Ponce-Jayuya
Cuando su tío Humberto Zayas Chardón decide retirarse de la política activa del puesto que ocupaba como representante a la Cámara en el 1991, Ico Zayas decidió sustituirlo y para eso participó en primarias, las que ganó abrumadoramente. Por los próximos 13 años, ocupó el puesto legislativo por el Distrito Representativo 25 de Ponce y Jayuya. Para el año 2000, presidió en la Cámara de Representantes la Comisión de Hacienda.

## Alcalde de Ponce
El 9 de febrero de 2004 mediante una asamblea de delegados del Partido Popular Democrático de Ponce celebrada en el Restaurante El Señorial, el Dr. Francisco Zayas Seijo fue seleccionado como candidato a la alcaldía de Ponce en las elecciones del año 2004 en sustitución del fenecido alcalde Rafael Cordero Santiago. Desde la Cámara de Representantes, Ico Zayas fue un estrecho colaborador del alcalde Rafael Cordero Santiago (Q. E. P. D.).
El 2 de noviembre de 2004, día de las elecciones generales, fue elegido por un margen de 12,455 votos, como nuevo alcalde de Ponce, manteniendo el poder y liderato en esa localidad al Partido Popular Democrático.
Zayas Seijo se convirtió en el centésimo cuadragésimo cuarto (144) alcalde de Ponce al juramentar el 9 de enero de 2005, desde que la Ciudad fue fundada en el 1692. También es el centésimo trigésimo octavo (138) alcalde electo, por el voto de los ponceños y el trigésimo tercero desde el 1898.
El 9 de marzo de 2008, Zayas Seijo ganó las primarias para Alcalde de Ponce por el PPD, por un escaso margen de 28 votos, contra su contrincante el Lcdo. Carlos Jirau.
Con este apretado triunfo, Zayas Seijo fue candidato a la reelección para Alcalde de Ponce, en las elecciones del 4 de noviembre de 2008. A raíz de la creación del Movimiento Autónomo Ponceño por el Lcdo. Jirau, el PPD enfrenta los comícios electorales dividido dando ocasión al triunfo del PNP y su candidata, la Dra. María "Mayita" Meléndez Altieri. El Dr. Zayas Seijo fue sucedido en el cargo, sin su presencia en los actos, por la Dra. Meléndez el 12 de enero de 2009.